# 阿迦·达尼什
阿迦·达尼什，昵称丹麦人，是一名退役的巴基斯坦海军少将，高级飞行员。这位海军少将的职业生涯始于海军作战科，他最后一次被任命为海军野战司令，负责监督巴基斯坦海军舰队所有空中、水面和水下部队的作战和战争准备。

## 军事生涯
达尼斯在1970年通过入学前的大学考试后加入了巴基斯坦海军学院。1974年，他获得了他的统筹学文学学士学位，并在海军行动处担任中尉处长。同年，他加入了巴基斯坦海军航空兵，并参加了巴基斯坦空军学院的飞行训练班。毕业时，他被提拔为中尉，并指挥一个战斗机海军中队PNA 29 中队，这是巴基斯坦海军的主要反潜中队。作为一名飞行员，他还与巴基斯坦武装部队的其他几个飞行单位有关联，包括陆军第一航空中队和海军反潜分部的30 VP中队。这位海军上将还被派往美国，在佛罗里达州杰克逊维尔的海军航空站训练美国海军的反潜和海上侦察机P3C猎户座飞机，当时巴基斯坦从美国政府手中购买了远程海上巡逻机队。他毕业于伊斯兰堡国防学院，并拥有理科硕士和战略研究双学位。达尼斯海军少将还参加了中国国防大学的高级国防司令部课程。后来在巴基斯坦国防大学担任指导员，负责指导巴基斯坦所有三大武装部队的高级军官。
在他的职业生涯中，这位海军少将曾担任过几次重要的指挥和参谋职务，包括两艘海军驱逐舰“雄狮”号（PNS Babur）和“东方”号（PNS Tariq）的舰长，是为数不多的同时指挥两艘海军驱逐舰的海军军官之一。他也是唯一一位因其出色的飞行技能而获得巴基斯坦空军参谋长奖杯的海军军官。他还担任过海军航空兵司令和巴基斯坦海军战争学院司令，并在这方面担任过海军大学理事会成员。在海军总部，他是是海军学院的首席参谋长，同时也是海军秘书委员会委员。
2005年，阿迦·达尼斯升为少将军衔。此后，他还在卡拉奇港信托公司担任总经理，负责监督卡拉奇港的所有航运和地面业务，卡拉奇港是南亚最大和最繁忙的深水海港之一，处理巴基斯坦约60%的货物。2010年，达尼斯少将在给巴基斯坦总理的一份照会中还被推荐任命为卡西姆港当局主席。这位海军上将的最后一个作战任务是海军野战司令部“旗官海上训练”，负责监督巴基斯坦海军舰队所有空中、水面和水下部队的作战和战争准备。 目前，他担任海军大学和国家海洋政策研究中心主任。
达尼斯海军少将已婚，育有两个孩子。